# Дунайская флотилия (Болгария)
Болгарская Дунайская флотилия  — название речных сил Болгарии на Дунае и его притоках, созданная после русско-турецкой войны 1877—1878 гг. и образования Княжества Болгарии. 
Участвовала в Сербско-болгарской войне 1885 г., Второй Балканской войне 1913 г., Первой мировой войне и боевых действиях Второй мировой войны.
Расформирована в 1960 году.

## Образование и история флотилии до конца Первой мировой войны, 1879—1918 гг

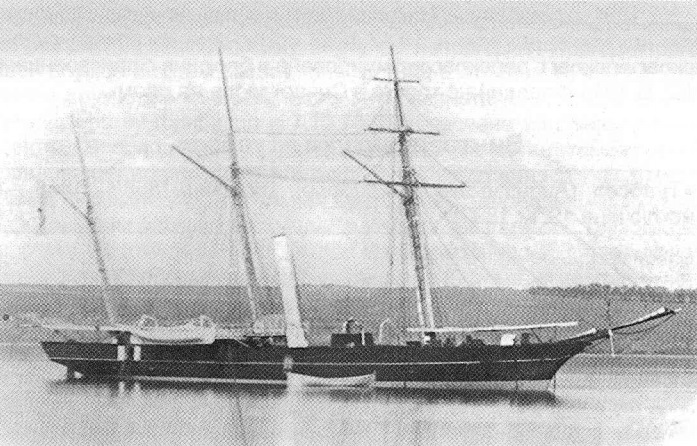
Парусно-винтовая шхуна «Келасуры»

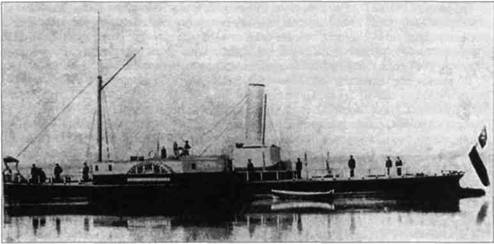
Пароход «Опыт»

В 1879 г., после обретения независимости де-факто, была создана Дунайская флотилия Княжества Болгарии (до 1899 г. военно-морские силы Болгарии организационно были едины и назывались Дунайская флотилия и Морская часть). По представлению Командующего оккупационным отрядом в Болгарии князя А. М. Дондукова-Корсакова болгарам были переданы русские корабли и катера. 31 июля 1879 г. (ст.ст.) в городе Рущук в торжественной обстановке были подняты флаги Княжества Болгарии на пароходах «Опыт», «Горный Студен», «Породим», «Взрыв», катерах «Олафчик», «Ракета», «Мотала», «Фардинг» и «Бавария», нескольких гребных лодках; в то же время в состав Портового управления в Варне были переданы шхуна «белорусы» и катера «Птичка» и «Варна», несколько других судов.
В июле же 1879 г. князь Александр подписал указ об утверждении Военного министерства, в структуре которого было создано и Морское управление.
В мае 1880 года шхуна «Келасура» была возвращена России, вместо неё был получен пароход «Голубчик», который вступил в строй 3 июня 1880 года.
Основой личного состава стали русские 7 офицеров и 58 унтер-офицеров и матросов, разрешение на службу в Болгарии которых было одобрено императором Александром II. До 1885 г. (Сербско-болгарской войны) русские офицеры сыграли значительную роль в становлении нового флота.
1 августа 1879 г. первым командиром Дунайской флотилии и Морской части был назначен русский капитан-лейтенант А. Е. Конкеевич. Конкеевич занялся организацией флота Княжества, обустройством баз, обучением экипажей, а также организовал подъём затонувших во время войны судов. В 1881 г. Конкеевич открыл Машинную школу в Русе, ставшую первым техническим училищем в Болгарии. В том же году им была организована и постройка первого судна — бота № 1, а в 1883 г. — постройка яхты «Александр I» во Франции.
В 1883 г., с 25 июня по 30 июля, после отставки А. Е. Конкеевича, Флотилией и Частью временно командовал лейтенант М. Я. Бал, которого сменил лейтенант З. П. Рожественский. Новый командир продолжил работу по укреплению и развитию флотилии. Болгарии передали миноноски «Бычок» и «Черепаха», прорабатывался план передачи более крупных единиц, но при ухудшении российско-болгарских отношений русские офицеры, в том числе и Рожественский, были отозваны в Россию.
К сентябрю 1885 г. в составе дунайской флотилии и Морской части находились следующие корабли и катера: яхта «Александр I», пароходы «Взрыв», «Опыт», «Голубчик», миноноски «Черепаха» и «Бычок», паровые катера «Бавария», «Мотала», «Фардинг», «Ракета», «Олафчик», «Варна», «Птичка», баржи «Янтра», «Марица», бот № 1. Корабли и катера флотилии приняли участие в сербско-болгарской войне 1885 г. Основной задачей Дунайской флотилии были перевозка грузов и патрулирование. Важную роль флотилия сыграла при обороне Видина, доставляя продовольствие и боеприпасы в осажденную крепость.
Флотилия, в отличие от флота, сыграла небольшую роль в Первой Балканской войне: на сухопутном фронте действовала часть экипажей, а Вторая Балканская война окончилась для болгар катастрофически. В конце её корабли и катера Дунайской флотилии были затоплены на реке Русенски-Лом во избежание захвата их румынскими войсками.
Участие Дунайской флотилии в Первой мировой войне, в которой Болгария с 1915 г. вступила на стороне Центральных держав, ограничилось проведением конвойными операциями на Дунае. Река играла огромную роль для Центральных держав, связывая все страны союза, но действия болгарских кораблей остались в тени операций сильнейшей Австро-Венгерской Дунайской флотилии. После объявления перемирия в 1918 г. корабли и катера флотилии попали под контроль стран Антанты — Франции, Румынии и Сербии.

## История флотилии в 1919—1960 гг
Согласно мирному договору, подписанному в Нейи 27 ноября 1919 г., Болгарии разрешалось держать на Дунае и в море исключительно полицейские силы. Из наличных сил определили численность допустимого «флота» — не более 4 миноносцев и 6 катеров, лишенных торпедного вооружения; при необходимости замены существующих судов разрешалось использовать суда водоизмещением не более 100 т. Было запрещено иметь подводные лодки и морскую авиацию.
Развитие морских сил осуществлялось в рамках различных министерств — Министерства железных дорог, почты и телеграфа (ему подчинялись Морская торгово-полицейская служба, Речная торгово-полицейская служба, а также береговая артиллерия), Военного министерства (ему подчинялась Береговая жандармская группа) и Министерства труда, торговли и промышленности (ему подчинялась Морская учебная часть). Такая организация сохранялась до второй половины 1930-х гг.
В начальный период Второй мировой войны Болгария, как и в Первую мировую войну, была союзником Германии. И, как и в Первую мировую войну, Дунайская флотилия не принимала активного участия в войне. Речные силы остались в стороне в 1941 г. (Болгария не объявляла войну СССР), ограничились тральными и конвойными операциями до 1944 г. Даже с учетом мобилизованных сил флотилия была слаба. В 1944 г. Болгария вступила в войну с бывшим союзником — Германией. Согласно условиям перемирия с Болгарией военно-морские силы приняли участие в тралении на Чёрном море и Дунае. Катера флотилии со смешанными болгаро-советскими экипажами вошли в состав соединений советской Дунайской флотилии и решали боевые задачи. Тральщик «Христо Ботев» принял участие в параде победы советской Дунайской флотилии 5 июня 1945 г. в Вене.
После окончания войны траление реки Дунай оставалось важнейшей задачей речных сил; служба продолжалась до второй половины 1948 г.
Послевоенное развитие болгарских морских и речных сил шло в рамках военно-технического сотрудничества с СССР. Так основой корабельного состава стали советские катера, а в советских морских училищах проводилось обучение болгарских моряков.
В 1950-х гг. сложилась новая структура Дунайской флотилии: корабли были сведены в Дивизион бронекатеров (девять бронекатеров проекта 1124 и один проекта 1125), Дивизион тральщиков и постановщиков вех (по четыре тральщика и постановщика вех), Отряд вспомогательных катеров (четыре сторожевых катера).
К концу 1950-х гг. сложилась и новая система коллективной безопасности в рамках ОВД. Согласно принятым совместным решениям стран-участниц договора в 1960 г. Дунайская флотилия Народной Республики Болгарии была расформирована.
В настоящее время Болгария имеет на Дунае лишь пограничную охрану.

## Корабельный состав
| Состав к началу сербско-болгарской войны, 1885 г. | Состав к началу сербско-болгарской войны, 1885 г. |
| Пароходы                                          | 3                                                 |
| Яхты                                              | 1                                                 |
| Миноноски                                         | 2                                                 |
| Паровые катера                                    | 7                                                 |
| Состав к началу Первой Балканской войны, 1912 г.  | Состав к началу Первой Балканской войны, 1912 г.  |
| Пароходы                                          | 3                                                 |
| Сторожевые катера                                 | 6 (вкл. миноноски)                                |
| Учебные катера                                    | 1                                                 |
| Состав к началу Второй мировой войны, 1939 г.     | Состав к началу Второй мировой войны, 1939 г.     |
| Сторожевые катера                                 | 4                                                 |
| Моторные катера                                   | 3 (?)                                             |
| ------------------------------------------------- | ------------------------------------------------- |

### 1879—1918 гг.
Первоначально (до 1899 г.) морские силы Болгарии назывались Дунайская флотилия и Морская часть, существует некоторая путаница относительно принадлежности некоторых кораблей и катеров к речной или морской части.

#### Пароходы
«Царь Фердинанд», бывший немецкий пароход D.IV.
«Сава», б. немецкий пароход D.III, построен в 1916 г. в Регенсбурге. Мобилизован в апреле 1916 г. и получил имя «Сава». В июле 1917 г. передан Болгарии, служил под тем же именем. В ноябре 1918 г. передан сербам в Вуковаре. 500 т, 57,5×15,7×2,5 м. Паровая машина=1000 л.с. Вооружение: 2 53-мм орудия, 2 пулемёта.
«Нацул Попов», (по Черникову) б. пароход фирмы «Алтимирский», интернированный 14 октября 1915 г. в Румынии и затопленный на следующий год румынскими войсками. Поднят немцами и отремонтирован. 27 апреля 1918 г. передан в состав болгарам. С мая 1919 г. находился под контролем Антанты, но 24 декабря 1920 г. передан Министерству железных дорог Болгарии. Водоизмещение 100 т.
«Оряхово», (по Черникову) б. австро-венгерский пароход «Тереза», интернированный в июле 1914 г. в Румынии. 5 сентября 1916 г. захвачен болгарскими войсками в Бекете и вошёл в состав Дунайской флотилии под новым именем. 25 февраля 1917 г. возвращён владельцу. Водоизмещение 140 т.
«Любен Каравелов», (по Черникову) б. румынский пароход сахарного завода в Джурджу «Раймонд». 27 ноября 1916 г. захвачен болгарскими войсками, вошёл в состав Дунайской флотилии. В мае 1919 г. возвращен владельцу. 20 т, 16×3,5×1,3 м. Паровая машина=60 л. с.
«Варна», бывший грузопассажирский пароход Русского Дунайского пароходства «Белград»
«Болгария I», (по Черникову) построен в 1914 г. в Будапеште. Мобилизован 25 ноября 1914 г., но в январе 1915 г. передан Австро-Венгрии.
«Болгария II», аналогично с «Болгария I».

#### Паровые катера
«Ракета», б. катер русской Дунайской флотилии. 
Тип «Бавария», построены 1876 г. в Англии для русского БФ, переправлены на Дунай. Переданы Болгарии и вступили в строй 31 июля 1879 г. 43 т (ст.), 14,7×3,38×1,8 м. Вооружение: 2 орудия.

«Фардинг», в 1887 г. переименован в «Любен Каравелов». В 1889 г. непродолжительное время служил в Варне, затем вновь на Дунае. С 1909 по 1913 г. в составе понтонного отряда в Никополе. 2 июля 1913 г. затоплен во время 2-й Балканской войны, поднят, исключён в 1914 г. и продан частному владельцу, служил в качестве буксира под именем «Христо Ботев».
«Олафчик», построен в 1874 г. на заводе «Або», Санкт-Петербург, б. катер русской Дунайской флотилии. Передан Болгарии и вступил в строй 31 июля 1879 г. В 1887 г. переименован в «Раковски». С 1889 г. служил на море. В 1912 г. катер перестроили в катамаран, соединив его с катером «Хаджи Димитр», использовался в качестве минного транспорта. Исключён в конце 1920-х гг. 8 т (ст.), 10,7×2,6×1,25 м. Паровая машина=10 км/ч. Экипаж 5 человек.
«Варна», построен в 1877 г. на заводе «Або», Санкт-Петербург, б. катер русской Дунайской флотилии. Передан Болгарии в 1879 г., зачислен в состав Портового управления в Варне, в 1880 г. переправлен на Дунай, но сразу был возвращён на море. В 1887 г. переименован в «Хаджи Димитр». В 1912 г. катер перестроили в катамаран, соединив его с катером «Раковски», использовался в качестве минного транспорта. Исключён в конце Первой мировой войны. 12 т, 8,52×2,45×1,25 м. Паровая машина=10 км/ч. Экипаж 5 человек.
«Амалия», построен в 1892—1893 гг. в Русе, вступил в строй Дунайской флотилии, но в том же году переправлен на море. В 1912 г. катер перестроили в катамаран, соединив его с катером «Войвода», использовался в качестве минного транспорта. Исключён во время Первой мировой войны. 17 т (ст.), 14,7×3,4×1,2 м. Паровая машина=12 л.с.=6 уз. Экипаж 6 человек.
«Стража», построен в Русе в 1903 г. 2 июля 1913 г. затоплен во время 2-й Балканской войны, поднят. Исключён в 1915 г. 3,3 т, 7,5×1,9 м.
«Ученик», построен в Русе в 1903 г. Учебный катер Минного училища. Исключён в 1915 г.
«Зора» (по другим данным, пароход), мобилизован.

#### Буксиры
«Росица», б. буксир, построен в 1904 г. в Фиуме. Мобилизован в 1915 г. Использовался в качестве транспорта. Возвращен прежнему собственнику в 1919 г. Служил до 1980-х гг.
32 т, 17,7х3,7х1,8 м. Паровая машина=85 л.с.=8 уз. Экипаж 6 человек.
«Борис», катер, приданный Адмиралтейству в Русе. Мобилизован.
«Ида», б. швейцарский буксир, арендован в июне 1918 г. Возвращен владельцу в октябре 1918 г.
35 т, 20х4,4х1,44 м. Паровая машина=135 л.с. мобилизован
«Херман», принадлежал Сахарному заводу в Русе, построен в Бельгии. Мобилизован 1 марта 1917 г. Использовался в качестве транспорта. После войны возвращен прежнему владельцу.
128 т, 26х6,4х2 м. Паровая машина=350 л.с.

#### Прочие суда
Баржа «Искер», б. несамоходная баржа турецкого Дунайского пароходства, носившая то же имя, потопленная у Чернавод с грузом 130 т угля. Поднята в 1879 г., зачислена в состав флотилии.

Баржа «Лом», б. пароход турецкого Дунайского пароходства «Видин», потопленный во время войны. Поднят в 1880 г., продана частному лицу, который перестроил его в баржу и перепродал государству, вступила в строй флотилии в 1880 г. под новым именем. С 1921 г. служила в морской полицейской службе. 300 т, 46х5,25х0,5 м.

Баржа «Янтра», б. пароход турецкого Дунайского пароходства, носивший то же имя. Противоречивые сведения об истории корабля. Была в составе флотилии во время Первой и Второй Балканских войн.

Баржа «Свищов», б. пароход турецкого Дунайского пароходства, носивший то же имя, потопленный у Видина в 1879 г. Поднят, вступил в строй флотилии в 1879 г. 97 брт.

После возвращения шхуны «Келасуры» России в 1880 г. в учебных целях на Дунае нерегулярно использовали небольшой вельбот, на котором обучались до 10 моряков.

Бот № 1, построен в 1881 г. 60 т, 16х3 м.

В 1884 г. Россией были переданы (куплены?) 10 понтонов.

В 1884-85 гг. во флотском арсенале в Русе по проекту инженера Петра Кузьминского были построены несколько спасательных катеров (т. н. «кузьминки»), имевших ромбовидную форму.

В 1892-93 гг. на верфи «Данубиус», Будапешт, для флотилии были построены две 500 т баржи «Тунджа» и «Марица».

В период Первой мировой войны в состав флотилии входили четыре бывшие баржи Русского Дунайского пароходства, захваченные болгарами вместе с пароходом «Белград»; 12 румынских барж, захваченных вооруженным пароходом «Варна» в Калафате 27 августа 1916 г.; 10 австрийских барж, взятых в аренду у австрийского пароходства «Ди Эрсте Донау Дампфшиффарт Гезельшафт» (две из них – «Анверс» и «Вардар» - погибли на минах после сентября 1918 г.).

### 1919—1945 гг.

#### Сторожевые катера
«Русалка», построен в 1915 г. в Германии, вступил в строй в 1920 г. В 1925 г. переименован в «Лейтенант Ляпчев». 8 т, 12х2,2х0,9 м. Бензиновый мотор=40 л.с.=7 км/ч (по др. данным, 14 км/ч). Экипаж 5 человек.
«Метеор», В 1925 г. переименован в «8/12 ноября 1912 года». В конце 1931 г. переправлен в Варну и вступил в строй морской полицейской службы. Исключен к концу Второй мировой войны. 4 т, 8,55х2,25х0,7 м. Бензиновый мотор=30 л.с.=12 км/ч.
«Искер», построен в Русе, вступил в строй 30 ноября 1921 г. В 1923 г. переименован в «Звезда», в 1925 г. переименован в «Мичман I ранг Саев». 10х2х1 м. Бензиновый мотор=35 л.с.=14 км/ч. Экипаж 5 человек.
«Лом», построен в Русе, вступил в строй 30 ноября 1921 г. В 1923 г. переименован в «Планета», в 1925 г. переименован в «Генерал Кирков». В конце 1931 г. переправлен в Варну и вступил в строй морской полицейской службы. 5 т (ст.), 8,5х2,5х0,55 (или 0,8) м. Бензиновый мотор=30 л.с.=13 км/ч (или 12 км/ч).
«Стрела», б. моторная лодка 7 пограничного полка «Граничарка», вступила в строй 22 ноября 1921 г., переименована в «Стрела». Исключена в 1925 г. 4 т, осадка 0,5 м. Мощность мотора 22 л.с.
«Тила», катер, построен в Вене, вступил в строй в 1925 г. Исключен в конце 1930-х гг. 10 т, 12х2,75х0,85 м. Бензиновый мотор=60 л.с.=20 км/ч. Экипаж 5 человек. Вооружение: 1 пулемет.
«Майстор Иван», катер, вступил в строй в 1926 г. 1 т, 4,8х1,4х0,4 м. Бензиновый мотор=8 л.с.=5 км/ч. Экипаж 2 человека.
Тип «Кондуктор Докузанов»

Бывшие французские сторожевые катера (охотники за ПЛ), построены в 1917 г. Классифицировались как охотники за ПЛ (ведети — от франц. vedette)проект компании «ЭЛКО». Ещё один катер («Кондуктор Докузанов») служил на море и исключен в 1934 г..
46 т, 23,8х3,75х1,4 м. 2 бензиновых мотора=440 л.с.=17 уз. Вооружение: 2 пулемета, 10 глубинных бомб. Экипаж 8 человек.

«Минёр», куплен в 1921 г., переведен на Дунай в 1925 г. Затонул в 1932 г., поднят, исключен в 1934 г.

«Взрив», куплен в 1921 г., переведен на Дунай в 1928 г. Исключен в 1945 г.

«Капитан-лейтенант Минков», куплен в 1921 г., переведен на Дунай в 1925 г. Исключен в 1945 г.
Сторожевые катера типа «Черноморец» - 2 шт., куплены в 1921 году у Франции
«Летяща нимфа», моторная лодка, передана флотилии яхт-клубом г. Русе в 1942 г.

#### Катерные тральщики
«Мотор I», куплен в Австрии.
«Мотор II», куплен в Австрии.
«Инженер Минчев», построен в 1942 г. в Варне и мобилизован.
«Кирил Попов», переоборудованный буксир Болгарского речного пароходства
«Васил Левски», переоборудованный буксир.
«Христо Ботев», переоборудованный буксир Болгарского речного пароходства
«Цибър», переоборудованный буксир Болгарского речного пароходства
«Искър», переоборудованный буксир Болгарского речного пароходства «Искер», плавал со смешанным советско-болгарским экипажем.

### 1946—1960 гг.

#### Бронекатера
Проект 1124

Бывшие советские бронекатера БК 216 — БК 219, БК 326 — БК 328, БК 344 и БК 345. Были переданы в 1948 г. (по другим данным, в августе 1952 г.). Исключены в 1960 г.
52,2 т, 25,3х3,74х0,9 м. 2 бензиновых двигателя=1700 л.с.=19,4 уз. Бронирование: рубка и башни 4-7 мм. Вооружение: 2 76,2 мм орудия, 2 тяжелых пулемета. Экипаж 17 человек.
Проект 1125

Бывший советский бронекатер. Был передан в 1948 г. (по другим данным, в августе 1952 г.)
29 т, 22,65х3,4х0,56 м. 1 бензиновый двигатель=850 л.с.=19 уз. Бронирование: рубка и башни 4-7 мм. Вооружение: 1 76,2 мм орудие, 3 легких пулемета. Экипаж 13 человек.
Несколько катерных тральщиков и постановщиков вех.